# Gornji Zemon
Gornji Zemon je naselje u slovenskoj Općini Ilirskoj Bistrici. Nalazi se u pokrajini Notranjskoj i statističkoj regiji Notranjsko-kraškoj. 

## Stanovništvo
Prema popisu stanovništva iz 2002. godine naselje je imalo 114 stanovnika.